# Danmark ved sommer-OL 1960
Danmark deltog ved Sommer-OL 1960 med 119 sportsudøvere i femten sportsgrene i Rom. Danmark kom på trettendepladsen med to guld- tre sølv- og én bronzemedaljer.

## Medaljer
| 1960 Rom | Guld | Sølv | Bronze | Total |
| Danmark  | 2    | 3    | 1      | 6     |

## Medaljevinderne
| Danmark under sommer-OL 1960 i Rom | Danmark under sommer-OL 1960 i Rom | Danmark under sommer-OL 1960 i Rom | Danmark under sommer-OL 1960 i Rom | Danmark under sommer-OL 1960 i Rom |
| Medaljer                           | Udøver | Sport                              | Øvelse                             | Resultat                           |
| ---------------------------------- | --- | ---------------------------------- | ---------------------------------- | ---------------------------------- |
| Guld                               | Erik Hansen | Kano og kajak                      | K-1 1000 meter, herrer             | 3:53,0                             |
| Guld                               | Paul Elvstrøm | Sejlsport                          | Finnjolle                          | 8171 points                        |
| Sølv                               | Hans Fogh Ole Erik Petersen | Sejlsport                          | Flying Dutchman                    | 5991 points                        |
| Sølv                               | William Berntsen Steen Christensen Søren Hancke | Sejlsport                          | 5,5 meter klasse                   | 5678 points                        |
| Sølv                               | Poul "Løve" Andersen John Danielsen Henning Enoksen Henry From Bent Hansen Poul Jensen Hans Christian Nielsen Harald Nielsen Flemming Nielsen Poul Pedersen Jørn Sørensen Tommy Troelsen | Fodbold                            | Herrer                             | 1-3 til Jugoslavien i finalen      |
| Bronze                             | Erik Hansen Arne Høyer Erling Jessen Helmuth Nyborg Sørensen | Kano og kajak                      | K-1 4x500 meter stafet, herrer     | 7:46,09                            |